# Badly Drawn Boy

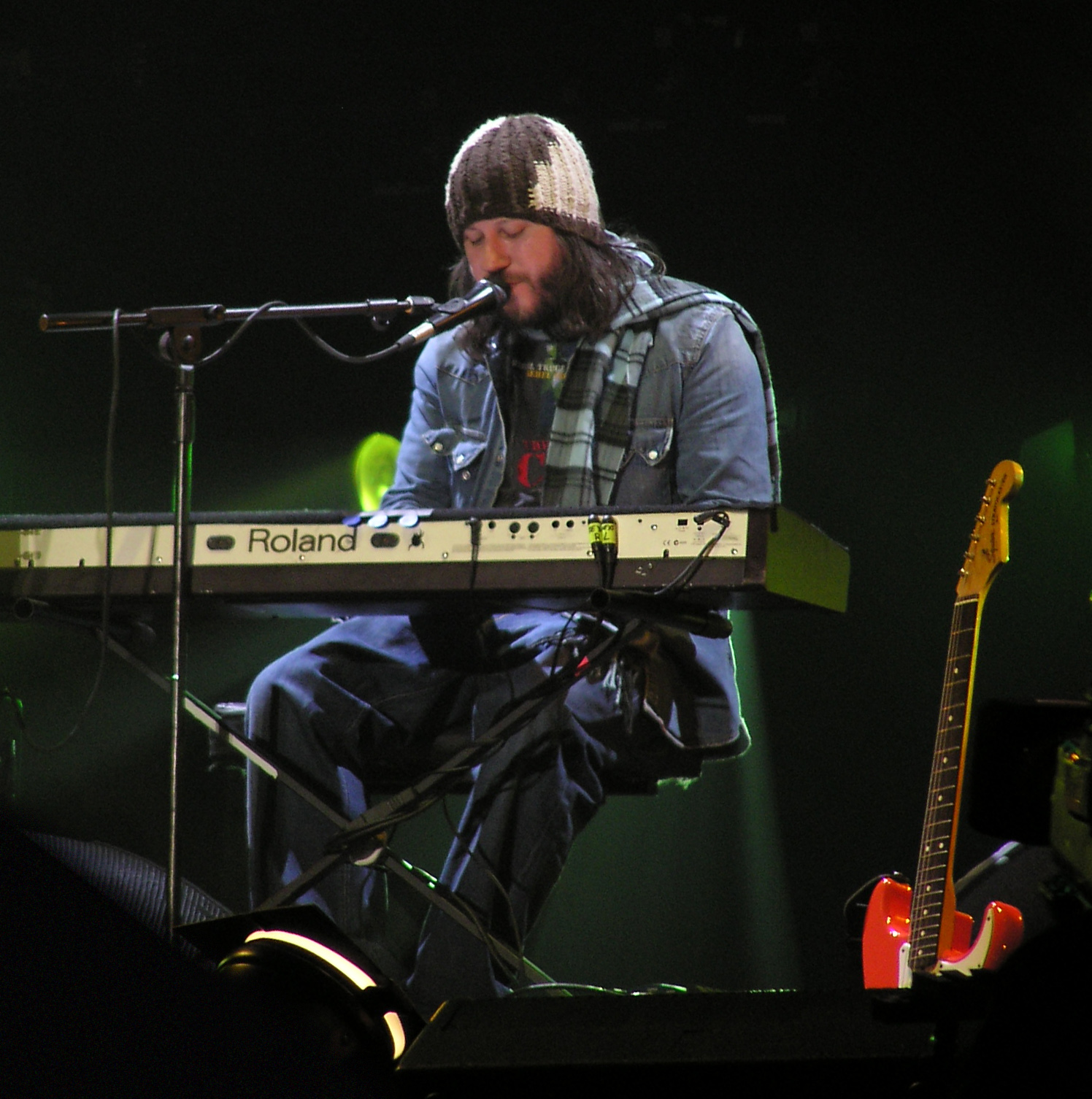
Badly Drawn Boy

Badly Drawn Boy (Dunstable, Bedfordshire, 2 oktober 1969) is de artiestennaam van de Britse singer-songwriter Damon Gough.
De artiest noemde zichzelf Badly Drawn Boy na het zien van de tekenfilm Sam and his Magic Ball. In het begin van zijn carrière verspreidde Damon Gough een periode lang visitekaartjes met daarop tekeningen van zijn neefje. Badly Drawn startte met zijn optredens in clubs in Blackburn en Manchester. Zijn muziek wordt geregeld in het genre Indie geplaatst. Hij schreef de soundtrack voor de film About a Boy met in de hoofdrol Hugh Grant.

## Discografie

### Albums
- How Did I Get Here? - (december, 1999)
- The Hour of the Bewilderbeast - (26 juni, 2000) UK #13 (bekroond met de Mercury Music Prize)
- About a Boy (soundtrack) About a Boy - (8 april, 2002) UK #6
- Have You Fed the Fish? - (4 november, 2002) UK #10
- One Plus One Is One - (21 juni, 2004) UK #9
- Born in the UK - (16 oktober, 2006) UK
- Is There Nothing We Could Do? - (14 december, 2009) UK
- It's What I'm Thinking. Pt. 1 Photographing snowflakes - (4 oktober, 2010) UK
- Being Flynn - (28 februari, 2012) UK
- Banana Skin Shoes - (22 mei, 2020) UK

## Overig
- Badly Drawn Boy is de sponsor van de FC Buxton Ladies
- Badly Drawn Boy is supporter van Manchester City FC
- Zijn nummer 'Silent Sigh' wordt door de BBC als themanummer gebruikt bij het programma One Life.
- Is een groot Bruce Springsteen-fan